# Cratere von Suttner
von Suttner  è un cratere sulla superficie di Venere. Deve il proprio nome alla scrittrice austriaca Bertha von Suttner.